# Maria Buchwald
Maria (Maryna) Buchwald z d. Kryszkiewicz primo voto Rażniewska (ur. 22 lipca 1910 w Mławie, zm. 19 marca 2003 w Konstancinie-Jeziornie) – polska aktorka teatralna i filmowa, reżyserka i pedagog teatralny, uczestniczka powstania warszawskiego.

## Życiorys
W latach 1934–1937 występowała w Teatrze Szkolnych Instytutu Reduty w Warszawie. Współpracowała również ze Studiem Radiowym Instytutu oraz Wydziałem Literackim Polskiego Radia. W latach 1937–1939 była członkinią zespołu Reduty, biorąc udział w jej przedstawieniach i objazdach.
Podczas II wojny światowej była kelnerką w warszawskiej kawiarni "U Aktorek". Od 1941 roku uczęszczała na zajęcia konspiracyjnego studia dramatycznego, prowadzonego przez Iwo Galla, była także członkinią tajnej grupy teatralnej Stanisława Daczyńskiego. Wraz z mężem Lucjanem Buchwaldem należała do organizacji "Grunwald", wchodzącej w skład Federacji Organizacji Narodowo-Katolickich „Unia”. Jako członek Armii Krajowej służyła w stopniu podporucznika (ps. Maryna). Podczas powstania warszawskiego walczyła w szeregach do 1. kompanii Zgrupowania „Bartkiewicz” na terenie Śródmieścia. Po upadku powstania trafiła do niewoli niemieckiej i była osadzona w Stalagu X B Sandbostel (nr jeniecki 224022). Tam była członkinią grupy teatralnej, prowadzonej przez Olgę Żeromską.
Po wyzwoleniu przez wojska amerykańskie należała do zespołów: Teatru Ludowego im. Wojciecha Bogusławskiego, prowadzonego przez Leona Schillera oraz Teatru Dramatycznego 2 Korpusu, z którym występowała we Włoszech i Wielkiej Brytanii (1946–1948). Po rozformowaniu Korpusu zamieszkała w Londynie, aktywnie uczestnicząc w emigracyjnym życiu artystycznym. Występowała w Teatrze Rozmaitości Wacława Radulskiego (1949), objazdowym Teatrze Sztafeta Wiesława Mireckiego (1949–1950), Teatrze Aktora Wojciecha Wojteckiego (1951) oraz Teatrze Sztuk Czytanych (1950–1951). Najdłużej była związana z Teatrem Polskim ZASP, gdzie występowała oraz sporadycznie reżyserowała do lat 90. XX wieku. Ponadto, w latach 1984–1990 współpracowała z Teatrem Nowym POSK.
Należała do ZASP za Granicą, będąc członkiem Komisji Rewizyjnej (1947), Zarządu Związku (1978–1982) oraz Rady Artystycznej (od 1985 roku). Jako pedagog wykładała w III Studium Teatralnym Stanisława Szpiganowicza (1965–1967) oraz w Laboratorium Teatralnym Barbary Reńskiej (od 1971 roku), którego kierownictwo przejęła następnie po śmierci Reńskiej w 1975 roku.
W latach 90. XX wieku powróciła do Polski. Zamieszkała w Domu Artystów Weteranów Scen Polskich w Skolimowie, gdzie zmarła. Została pochowana w rodzinnej Mławie. Cały swój majątek zapisała Uniwersyteckiemu Centrum Pediatrii im. Marii Konopnickiej w Łodzi z przeznaczeniem dla dzieci chorych na białaczkę. Otrzymane środki szpital przeznaczył na budowę hotelu dla pacjentów.

## Filmografia
- Złota Maska (1939) - Adela Nieczajówna, siostra Magdy
- Przez łzy do szczęścia (1939) - kucharka w sierocińcu

Źródło: Film Polski